# Sten, saks, papir
Sten, saks, papir (eller Sten, papir, saks) er et håndspil for to personer, som kan anvendes til at udvælge en person i en eller anden sammenhæng. Det bliver oftest spillet af børn.
Spillet udføres ved, at de to deltagere hver samtidigt giver et håndsignal. Der siges en remse, og når det sidste ord siges viser begge deres håndtegn: "Sten, Saks, Papir,"
- Saks vinder over papir, fordi saksen kan klippe i papiret.
- Papir vinder over sten, fordi papiret kan omslutte (indpakke) stenen.
- Sten vinder over saks, fordi saksen ikke kan klippe i stenen.

Ved ens signaler, gennemføres endnu et forsøg.
Matematisk betragtet er der 3×3, altså 9 kombinationer: I 3 tilfælde vinder den ene spiller, i 3 tilfælde den anden, og i 3 tilfælde er det uafgjort.
Undertiden findes yderligere håndsignaler, hvad der gør spillet mere kompliceret, men formindsker risikoen for uafgjort: Hvis der er x signaler, vil der være x2 kombinationer, men kun x uafgjorte tilfælde.
I 2002 blev det første verdensmesterskab i spillet afholdt i en bar i Toronto.
Instituttet for forskning på primater ved universitetet i Kyoto introducerede syv chimpanser af varierende alder og køn til spillet. Valgte aben vinderen, blev den belønnet med en æblebid. Den smarteste af aberne mestrede spillet efter 53 dage. Som kontrolgruppe blev 38 børn i alderen 3-6 år introduceret til spillet. Chimpanserne mestrede spillet på niveau med de fireårige.